# Stenotarsus pulcher
Stenotarsus pulcher is een keversoort uit de familie zwamkevers (Endomychidae). De wetenschappelijke naam van de soort werd in 1900 gepubliceerd door Csiki.